# 轉生成蜘蛛又怎樣！
《轉生成蜘蛛又怎樣！》是馬場翁撰寫的日本輕小說作品，連載在成為小說家吧並在2015年獲得排名第一名。插圖由輝龍司所繪，漫畫版由かかし朝浩執筆。2018年7月宣布動畫化，原定於2020年內播出，受到新冠病毒影響延至2021年1月起播出，共24集。
截至2021年9月，系列共發行超過400萬本。

## 故事
某處高中教室突然發生爆炸，在場教師和學生們都死於那場爆炸中。主角轉生到了異世界，於大迷宮中變成了蜘蛛魔物，卻不知是精神強韌還是其他原因坦然接受。結果變成蜘蛛魔物的主角在殘酷迷宮中不斷求生，最後突破自我通神。
而在另一方面，其中一名男學生轉生為人族王國的王子，在成為勇者後就要面對人族與魔族的全面戰爭。

## 登場角色

### 主角篇
「我」／白／白織（聲：悠木碧【電視動畫】／上坂堇【廣播劇】（日本）；李昀晴（台灣））
- 前世的名字：若葉姬色（真實身分為在教室中築巢的蜘蛛）
- 種族：小型劣等蜘蛛怪 → 小型蜘蛛怪 → 小型毒蜘蛛怪 → 死神之鐮 → 死神之影 → 不死蛛后 → 女郎蜘蛛 → 神（初級）
- 轉生特典：「韋駄天」

本作主角。在異世界轉生成為了蜘蛛魔物、為了活下去而拚死努力著。口頭禪是「太扯啦ー」。
轉生為大迷宮裡最低階的種族，有著人類的知識和知性以及作為轉生特典的強化能力值系的技能「韋駄天」，使用陷阱與策略在九死一生的生存戰爭中倖存。即使遇到束手無策的對手、幾經失敗及挫折，因為十分樂天的關係，在反省之後會因為湧出的屈辱感而奮發向上。在迷宮殺死了大量人族的精銳讓她被人族稱作「迷宮的惡夢」。
有交流障礙，天生的無表情及寡言讓人無法理解她在想些什麼。酒品非常差，會一邊發酒瘋把平常憋在心裡的想法跟活潑的本性暴露出來。向神進化的「神化」後失去了力量。在復健到了一定程度時收到了來自D的邀請，使用空間魔法轉移回到地球後終於得知了自身的根源。
雖然在粉絲以及宣傳中以「蜘蛛子」作為主角的稱呼，而在作品中僅僅只有一次。中期愛麗兒以「白」叫她，而在神化之際才由邪神D以「白織」作為正式命名。
戰後被D抓走。
結局是被逼接受女僕成為上級神的斯巴達訓練。
愛麗兒（Ariel，聲：上坂堇）
- 種族：原初蜘蛛怪

等級破百，全能力值逼近極限的9萬，具備全耐性近乎無死角的怪物。又名「最古的神獸」的現任「魔王」。外表是個10歲出頭的女孩，其真面目為蜘蛛，所有蜘蛛魔物的起源。相當於主角的老祖宗的存在，本人也曾以「我是你的祖母喔」搭話。收到了女王蜘蛛被主角攻擊而陷入危機的求救後開始追殺主角，在此間靈魂被主角的某個並列意識侵蝕融合後靈魂產生變質。起初性格胆小和冷酷，在被主角的某個並列意識侵蝕融合後，变得乐观、顺势而为、偶然会出现残念行为。
最初幾次見面都是瞬間殺死主角，對一再復活甚至還變得更強的主角感到恐懼，為了避免繼續消耗戰力而提出同盟。在旅途中建立的交情最後化為友情。與主角同盟後就任魔王繼續之前因為追殺主角而停止的行動。發動最大規模的人族與魔族的全面戰爭“人魔大戰”，後親自率兵開始攻擊妖精之里。
打從心底敬愛著女神莎麗兒，因此對在由女神獻身而成立的世界中安穩度日的人們懷有恨意，這份感情也傳達到眷屬身上。其中，對身為「世界的禍害」的妖精（波狄瑪斯）更是抱有強烈的殺意，夙願是將妖精趕盡殺絕及救出女神。
戰後與莎麗兒靜靜度過餘生。
艾兒
- 種族：人偶蜘蛛怪

愛麗兒直屬部下「人偶蜘蛛SISTERS」中的隊長。人偶蜘蛛中的行動派，總是率先行動，認真卻喜歡投機取巧。率先行動有時候是為了偷偷把好處搶走，只專注於該如何盡量節省自己的力氣。到達魔族領地後負責在愛麗兒身邊輔佐。
莎兒
- 種族：人偶蜘蛛怪

愛麗兒直屬部下「人偶蜘蛛SISTERS」中的一人。缺乏主見，個性也比較軟弱，戰鬥的時候也因為這樣而稍微慢了一步。沒有明確的指示就不會行動，但實力不會比其他姊妹遜色。大多是擔任主角跟索菲亞的護衛的時候比較多。經常在房間的角落抱膝坐著。
莉兒
- 種族：人偶蜘蛛怪

愛麗兒直屬部下「人偶蜘蛛SISTERS」中的一人。個性古怪，沒有人搞得懂她。常常帶著不明所以的微笑。與菲兒在主角身邊時經常用一副不知道想什麼的表情盯著虛空。
菲兒
- 種族：人偶蜘蛛怪

愛麗兒直屬部下「人偶蜘蛛SISTERS」中的一人。行事魯莽的輕浮傢伙，總是很快就得意忘形。

戰後四姊妹與愛麗兒一同消失。
多年後在北極的城堡轉職成為女僕。

老媽/娘親
全世界存在著五隻的女王蜘蛛怪中的其中之一，魔王愛麗兒的直屬部下。雖然主角以老媽稱呼它，但雙方只有互相對戰的交情。推測有著超過30公尺的巨大身軀以及平均2萬水準的能力值。紀錄中有著在勇者與率領的軍隊幾乎全滅才將其討伐的其他個體，危險度為神話級的魔物。在艾爾羅大迷宮最下層築巢，而主角轉生便是在它前往上層產卵時中的一個，老媽擁有能統帥產下的所有蜘蛛怪的技能「眷屬支配」。當主角在迷宮中超速成長時開始進行精神干涉，戰端開啟後被主角反擊而急忙向愛麗兒求援，但由于灵魂被主角侵入的并行意识侵蚀得消耗殆尽，能力大减，最后被主角消灭。
蘇菲亞・蓋倫（Sophia Keren，聲：竹達彩奈）
- 前世的名字：根岸彰子
- 種族：人族 / 吸血鬼
- 轉生特典：「吸血鬼」

沙利艾拉國蓋倫伯爵家千金。雖然雙親都是人族，但因為轉生特典的技能[吸血鬼]而變成吸血鬼的少女。前世是有著不是很好看的外貌，被人稱作「真人版貞子、簡稱真貞子」，因為對容貌感到自卑而形成了陰鬱的個性，在班上遭到孤立。十分嫉妒那位外表出眾的同學。與前世相比，雖然態度變得十分落落大方但精神年齡則沒有太大成長，親近的人都知道她其實相當地孩子氣。
在嬰孩時期捲入了戰爭，失去了在異世界中的父母與家園。受到來自波狄瑪斯的襲擊，命懸一線之時被主角及愛麗兒救走。後與愛麗兒等人一同旅行到魔族領地。之後作為管理者一方的轉生者出現在俊等人面前。妖豔的美貌下有著毫髮無傷將俊一行人輕易擊退的壓倒性實力。
戰後定居在北極的城堡。
梅拉佐菲（Merazophis，聲：津田健次郎（日本）；梁興昌（台灣））
- 種族：人族 → 吸血鬼

蓋倫伯爵夫妻的心腹。將對賽拉斯夫人的戀心放在心底，伯爵理解了他的忠誠後兩人間建立了友情。個性耿直卻笨拙，體現了堅忍與忠義的男人。蓋倫領地滅亡之際，從伯爵夫妻託付了蘇菲亞。後受到了瀕死的重傷，此時蘇菲亞進行了吸血將其眷屬化。後與主角們一起行動。失落糾結時被醉酒的主角開導後重新對蘇菲亞獻上絕對的忠誠。
兩度沒能保護好主人的後悔而開始進行勤勉的鍛鍊，有著只用分身便能與轉生者對戰的實力。對主人蘇菲亞有著比自己更強的力量而保護不到的自己感到苦惱，平常桀驁不馴的蘇菲亞經常給予他慰勞的話語。
戰後與人偶蜘蛛們在北極的城堡繼續服侍蘇菲亞。
拉斯（聲：逢坂良太（日本）；孟慶府（台灣））
- 前世的名字：笹島京也
- 種族：哥布林 →（食人魔系的下、中、上位魔物） → 巨魔 → 巨魔王 → 鬼人
- 轉生特典：「武器鍊成」→「幻想武器鍊成」

前世是俊與卡迪雅的好友。作為進攻妖精之里的魔族軍中第八軍的軍團長與兩人再會。轉生成魔物的其中一人，從哥布林開始經歷了多次進化，進化為人形時變回了前世的臉孔。持有固有技能「幻想武器鍊成」，使用「魔劍」進行戰鬥。有著過於強烈的正義感。中小學時期因此引發了數起暴力事件而遭到周圍的人孤立。對那樣的自己感到厭惡，上了高中後便不再使用暴力。
轉生後遭受了許多的苦難，最初以「拉茲拉茲」的身分作為哥布林度過了一段安穩的日子。在村里被襲擊後被魔物召喚士布利姆斯支配，直到獲得「憤怒」技能才得以擺脫，捨棄哥布林身分後將自己改名為「拉斯(Wrath)」。在「憤怒」發動之後喪失了理性不斷地進行殺戮，失控的最後與蘇菲亞等人交戰後回復了理智，加入了愛麗兒陣營。
戰後下落不明。
邱列迪斯提耶斯（聲：浪川大輔）
- 種族：真龍（中下級）

系統的管理者之一，相當於世界中的神的存在。這個星球僅存的真正之龍，統領所有的竜與龍族。因為火龍連多之死而與主角接觸，而在「D」的要脅下不能對主角下手，處於警戒的狀態。誠懇的人，即使對還是魔物的主角仍是很誠摯地對待。對世界現況沒有改善的辦法而感到苦惱。主角也對他太過綁手綁腳的某個理由感到理解，稍微開導了他。
與愛麗兒是老相識，雖然在各自管轄的魔物間有著不過分干涉的默契，但在某些局面還是出手幫忙了愛麗兒。因為覺得他的全名又臭又長，主角私下簡稱他為「邱列邱列」。全身包覆著純黑的甲冑，露出的樣貌是黑髮以及淺黑色的肌膚，除了紅色的眼瞳之外只能用“黑”來形容。
戰後與龍族繼續守護世界。

### 勇者篇
修雷因・薩剛・亞納雷德（聲：堀江瞬（日本）；賈文安（台灣））
- 前世的名字：山田俊輔
- 種族：人族

通稱「俊」。亞納雷德王國第4王子。前世是平凡但開朗的少年，經歷轉生後對前世友人的變化大感驚訝。
對作為王族的義務有著自覺，認為保護弱者是理所當然之事，對於奪走生命這件事感到猶豫躊躇，如同故事裡的勇者。勇者尤利烏斯死後繼承了勇者的稱號，後被由古的陰謀陷害而背上了殺害父王的罪名，現在被祖國追緝當中。與同伴們成功脫逃之後，目標是打倒讓人族陷入混亂的由古，雖然對沒有前景感到煩惱，仍然持續向前。
戰後回到王國輔佐成為了國王的三哥雷斯頓。
女性關係複雜。
卡娜迪雅・賽莉・亞納巴魯多（聲：東山奈央（日本）；邱涵菲（台灣））
- 前世的名字：大島多（聲：佐藤元）
- 種族：人族

通稱「卡迪雅」。亞納雷德王國的亞納巴魯多公爵家千金。紅髮的美少女，唯一一個性別轉換的轉生者。在前世就是俊的好友，而轉生後的立場能讓兩人經常一起行動。為了避免被捲入麻煩的風波，支持著處在微妙的立場讓異母兄長感到不快的俊。
一般在前世的熟人面前說日語時會用過去的口氣，而在用人族語時則是用貴族千金的高雅風格說話，混在女生堆裡已經相當自然。自尤利烏斯開始，與俊有交集的人會將她以「俊的女朋友」看待。雖然卡迪雅認為自己對俊還是像當作原本的好友看待，但在某個事件後對他產生了異性間的好感。俊還沒察覺卡迪雅的心思，成了卡迪雅一人單相思的狀況。
菲倫（聲：喜多村英梨（日本）；萬萬（台灣））
- 前世的名字：漆原美麗
- 種族：地竜（幼體）→（地竜的下、中位種）→光竜

通稱「菲」。轉生成魔物的其中一人。人化時的臉孔與前世相同。背上長出了帶有羽毛的翅膀，縱長的瞳孔以及手上的竜鱗還是帶有些竜族的特徵。還在蛋裡面的時候被潛入迷宮的冒險者從父母身旁帶走，後被主角撿去。當時的主角沒能將蛋殼打破。之後被別的冒險者帶走後獻給亞納雷德王家。孵化後成為了俊的寵物。在俊繼承勇者之時轉職成了光竜，變得可以人化與飛行。過了7、8年才孵化，在轉生者中實際年齡最年幼的人，而人化後的姿態卻有著與俊等人同樣年齡的樣貌。
前世有著相當漂亮的外表，是班上女生的中心人物。單方面敵視欺負著有著更加美麗的美貌的若葉姬色。自己轉生成魔物後對於過去那些事情感到後悔並反省了。很會察言觀色，經常以監護人的觀點守望著俊一行人。
戰後繼續幫助俊等人，在王國裡被當成了神獸。
漫畫版中以作為非人的一員，在漫畫「另一個轉生者（第3,4,6集）」作為主角登場。雖然主要是在描寫人族這邊的故事，但是是以菲的視點來敘述。
菲莉梅絲·帕菲納斯（聲：奥野香耶（日本）；連宓均（台灣））
- 前世的名字：岡崎香奈美
- 種族：妖精

暱稱是「岡姊」。轉生成妖精的少女。前世是班上的導師，教的科目是古文。外表看起來年幼，實際上與其他轉生成人類的轉生者的肉體年齡沒有差別。有著能得知學生們的過去、未來、現在的固有技能「學生名冊」。從前世的暱稱可以想像的到是個很受到學生們歡迎的老師。像是說話會用「的說」結尾、口頭禪「好萌～」等讓學生抱有親近感的地方都是研讀了最近的輕小說以及動畫的結果。意外喜歡對於蜘蛛等一般會被大家害怕的生物。
轉生後的父親是妖精族長波狄瑪斯。對「學生名冊」中全體的死亡時機抱有危機感，嬰兒時期就使用念話跟波狄瑪斯對話請求協助。雖然不太信賴波狄瑪斯但還是將他當作協力者。為了救出前世的學生用了各種手段。在與俊等人在學園裡接觸的時間點，已經確保了貴族與魔物之外超過半數的轉生者，將死者減少到4名。阻止失控的由古時成功廢除了他大半的技能。但後來遭其怨恨，在妖精之里的戰鬥中被得到「強欲」支配者技能的他擊敗。
在波狄瑪斯與其他純種妖精被屠殺後，成為了該世界唯一倖存的純種妖精。
戰後與世界各地被迫害的半妖精血統的族人在原妖精之里進行重建。
由古·邦恩·連克山杜（聲：石川界人（日本）；梁興昌（台灣））
- 前世的名字：夏目健吾
- 種族：人族

連克山杜帝國的王太子。任性且傲慢的孩子王性格。前世在班上的男同學中的領頭人物。在轉生後因為在境遇及資質受到眷顧的關係而數次做出過火的行動。
與俊等轉生者在同時期入學學園，對於與他們都被看做不世的天才這點相當不順眼。在判斷會阻礙到他之後便設計暗殺俊，被察覺到的菲莉梅絲阻止後被廢除了大半的力量。此後懷恨在心，取得了支配者技能「色欲」跟「強欲」。在魔族進攻時期中使用了「色欲」擺脫了監視，洗腦了帝國及王國的高層後掌控了兩國，動員大軍進攻妖精之里。為了發揮「強欲」的效果，進行了大量殺戮取得力量，但仍被俊輕易打敗。接著得知了自己只是在蘇菲亞的手中棋子的事實。
在WEB版中被拉斯踩爆頭顱死亡。而在書籍版裡則是被突然出現的「白」弄昏之後生存。
戰後下落不明。
悠莉恩·烏倫（聲：田中愛美）
- 前世的名字：長谷部結花
- 種族：人族

通稱「悠莉」，聖亞雷烏斯教國的聖女候補。金髮碧眼帶著點神祕感的少女。
轉生後的嬰兒時期被雙親遺棄在神言教教會，在教會中被養育成人。打從心底信仰著以日語作為語音的「神言」，積極進行著傳教活動。在王國政變事件中遭到由古洗腦，與進攻妖精之里的由古等人同行，激進的狂信傾向使她將妖精斷定為神敵並進行襲擊，在妖精之里被老師打傷後昏迷。
戰後於教國發起革命創立新教登基教皇，一生致力布教。
安娜（聲：武田羅梨沙多胡）
半妖精的女性。外表看起來像是20歲左右，實際年齡超過50歲。從俊還是幼兒時就與克雷貝亞一同做為其侍女。
擅長使用魔法，兼任菲倫的培育職責，強餵魔物的肉以及進行斯巴達訓練，以致菲倫不擅長應付她。過去曾因為半妖精的身分而被流放，對有著知遇之恩的王家十分感激。因為被由古洗腦而對俊刀刃相向，在解除洗腦後感到深深的自責。為了贖罪而與俊一行人同行。
哈林斯·克沃德（聲：興津和幸（日本）；徐偉翔（台灣））
克沃德公爵家的次子。在文庫版13集中，揭开了是邱列迪斯提耶斯的分身體。勇者尤利烏斯的兒時玩伴，隊伍中的盾。
與魔王軍第十軍團長「白」遭遇後的唯一生還者。因為職責的關係會將同伴的安全放在第一位作為行動判斷的準則。立下了要將成為新勇者的俊守護到底的誓言。
戰後回到王國，後成為騎士團長。
沙金（聲：島崎信長）
- 前世的名字：草間忍

前世是與笹島京也交情不錯的少年。在班上是個輕浮毛躁的人，轉生後也沒變。父親是在聖亞雷烏斯教國的暗部，跟父親同樣作著各式各樣的工作。
轉生後的固有技能是「忍者」。雖然不及超乎規格的蘇菲亞跟拉斯，但有著與俊等鍛練過的轉生者們手上逃走的實力。
戰後成為尤莉的屬下。
波狄瑪斯・帕菲納斯（聲：森川智之）
本作主要反派，也是引發一連串事件的始作俑者。從太古以來就持續君臨在妖精頂點的族長。在一族之中有如神一般的絕對存在。總是瞧不起其他人，自尊心極強的利己主義者，經常擺出無禮的態度。對他而言族人全部都只是棋子。在各方面的陰謀下作為親善大使與俊等人在亞納雷德王國接觸。在由古等人在王國發動的政變中被俊等人目擊死在索菲亞手上，但後來仍出現在妖精之里。
長年潛藏在妖精之里，近年來因為岡這個特異案例而開始積極出現在世界舞台。在過程中與愛麗兒的鬥爭變得更加激烈。身分是在系統啟用前發現了MA能源、設計出將星球蠶食殆盡的兵器設計圖的天才科學家。由於他過度抽取星球的能源，導致世界瀕臨毀滅。為了得到永生而行動，知道他本性的人都萬分唾棄他。使用製造成自己的樣貌的生化人到外界活動，持有能將意識寄生佔據在特定肉體的支配者技能「勤勉」。本體一直藏在巨大的UFO中，最後被愛麗兒以深淵魔法徹底消滅。

### 其他轉生者
大部分是菲莉梅丝（冈崎）借助精灵之里的力量带入精灵之里，名义上是保护，但对于这些转生者认为是被软禁，而实际上也是波狄玛斯留意到转生者的存在而利用菲莉梅丝将转生者收集后以考虑如何加以利用。
工藤沙智（聲：伊藤加奈惠）
在妖精之里被保護的轉生者之一，前世是班長。個性十分認真，前世與愛出風頭的夏目（由古）跟散漫的漆原（菲）合不來，經常產生摩擦。在年幼時就被賣到妖精之里，所以對妖精抱持著不信任的態度。前世有腐女子的隐藏性格，转世后由于生活无聊也通过传教将妖精之里的女生们传教成腐女子。
转生后的固有技能为“先导者”，可以发挥先天的领袖魅力感化其他人。
烏基奧（聲：坂田將吾）
- 前世的名字：荻原健一

通稱「小荻」。同樣在妖精之里被保護的轉生者之一。前世是足球社。與俊跟卡迪雅很要好，也由古交情不錯。在妖精之里負責料理。神言教送往妖精之里的臥底。
转生后的固有技能为“无限通话”，有著能無視結界聯繫外界的通話技能。
田川邦彦（聲：齊藤壯馬）
通稱「邦彥」。轉生後成為了冒險者，在業界被稱之為能夠抵達最高點的英才而為世人所知。在妖精之里與轉生者們聯絡之後會合。與麻香在今世也成了青梅竹馬而一起行動。
转生后的固有技能为“冒险者”，是众多对冒险者十分实用的技能的劣化版集合型技能，包括身体清洁、类似物品盒的技能、查看技能树等。
櫛谷麻香（聲：佐倉綾音）
通稱「麻香」。與邦彥搭檔組隊成為了冒險者。跟他從前世就是青梅竹馬，在異世界也在同一個部族中成長。生在位在人族與魔族領地中的交界地帶，幾乎像是盜賊一般的部族。而為了讓菲莉梅斯逃脫，梅拉佐菲將邦彥與麻香以外的所有族人全數殺光，此後兩人才成了冒險者。在莽撞的邦彥身邊扮演剎車的角色，但最後還是會尊重他的意願。
转生后的固有技能为“嫌麻烦的效率厨”，能提升各项技能熟练度的上升值以及技能成功率。
相川戀（聲：石毛翔彌）
前世是没有恋爱缘分的男生，私下喜欢收集工口本。
转生后的固有技能是“书之恋人”，能将读过的书发挥出魔导书的作用。
津島大（聲：豬股慧士）
前世为为了寻找人生目标而四处参加社会活动，但总是半途而废，转世前加入足球部，但成了幽灵部员。转世后被早早带入精灵之里，成了转生者中专职于物资搬运的。被女生们视为基情的对象，并有所介意。
转生后的固有技能是“早熟”，技能等级越低时，熟练度提升越大，也能耗费更少的技能点。
槙將羽登（聲：伊藤雄貴）
前世被父亲寄予对足球的厚望，但出于叛逆和缺乏足球的才能而参加棒球社。转世后对自己的过去十分后悔。
转生后的固有技能是“反抗”，能将受到的伤害部分反弹给对手，并且增加耐性系技能的熟练度上升值。
瀨川柊子（聲：長谷川育美）
前世是个非常喜欢甜食和纯爱系少女漫画的女生。转生后的现在因为过着自给自足的生活，体重有所下降。
转生后的固有技能是“甜食女子”，能将有机物转化成砂糖，甚至是生物也可以——如果突破到对方的防御。
古田美央（聲：山田美鈴）
前世内向，在意着别人对自己的看法，因此不擅长与人相处。有着逃避到游戏中的倾向，喜欢乙女游戏。转生后虽然暗恋着槙，但由于性格原因不敢表白，同时却也对他有着BL方面的幻想。
转生后的固有技能是“好感弩”，能隐约察觉到对方对自己的好感度，且与好感度达到一定值的人手拉手后，可以使出弓箭魔法。魔法的效力取决于好感度的高低。可能源于其生前是射手座，和喜欢一款弓箭拟人游戏有关。
七瀨千惠（聲：岩井映美里）
前世很有包容力，是个看上去比实际年龄要大的治愈系女生。身高也是班内女生中最高。曾以保育员为目标，但见识了父母的艰辛，有反思自己的性格是否适合。
转生后的固有技能为“抱抱”，能够对拥抱的对手施加睡眠的异常状态。治愈系技能的熟练值更易上升，且就呆在她的身边就可以回复体力等各项能力值。
手鞠川咲（聲：武田羅梨沙多胡）
转生前十分喜欢动物，但住所禁止养宠物，所以曾下决心要能养到宠物。转生后成为布利姆斯的女儿，被菲莉梅丝（冈崎）劫入精灵之里。
转生后的固有技能为“兽友”，能与魔物心意相通，且会大幅增加调教技能的熟练度增加值。甚至能吸引温顺的动物。
飯島愛子（聲：岩井映美里）
前世是喜欢华丽事物的女生，是漆原为首的时髦派女生团体的一员。喜欢唱歌，但远未达到以职业歌手的水平，所以被父母反对以唱歌为职业，有上传自唱视频来甚少被观看。转世后较早被带入精灵之里。
转生后的固有技能为“歌姬”，唱出的歌声能发挥各种各样的效果，具体效果依据曲子而不同。但由于是被动技能，在精灵之里下了禁止唱歌的命令。
外岡久美子（聲：長谷川育美）
前世是个追求时尚的女生，是漆原为首的时髦派女生团体的一员。喜欢帮自己或别人装扮。转生后失去了这份兴趣，被班长引领下踏进了腐女子的嗜好。
转生后的固有技能为“流行”，能敏感地察觉到流行风向并创造出自己的流行。由于最早加入班长的腐女子行列，两人技能加成下，使全部转生的女生们都成了腐女子。
小暮直史
在技能「學生名冊」裡消失，被認定為已經死亡的四人之一。
非常容易哭，一遇事就容易流眼淚，被人命為生物委員的時候也哭了。被主角引來的魔物殺死。
櫻崎一成
- 轉生特典：「迷宮製成」

在技能「學生名冊」裡消失，被認定為已經死亡的四人之一。前世是由古（即夏目健吾）的摯友。當夏目在班上胡鬧過頭時，唯一能夠制止他的人。
與由古同樣轉生在連克山杜帝國，嬰兒時期被波狄瑪斯找到，因固有技能而被認為成長後實力會極強，因而被他派人暗殺。
林康太
- 轉生特典：「閃避特化」

在技能「學生名冊」裡消失，被認定為已經死亡的四人之一。
前世是乒乓球部部員，平時性格老實，拿着球拍的話性格會改變。嬰兒時期因遇上無法閃避的危機而死亡。
若葉姬色
在技能「學生名冊」裡消失，被認定為已經死亡的四人之一。有著引人注目的美貌，在班上甚至部分的同學因此崇拜著她。
实际身份是D为了享受人类高中生活而伪造出来的身份，之后转生时将这个分身的记忆注入给白，而且菲莉梅丝（冈崎）想进行确认时白已经成神，导致系统不能得知她的存在而被冈崎认为已经死亡。

### 人族勢力

#### 亞納雷德王國
希利烏斯（聲：家中宏（日本）；周學禮（台灣））
亞納雷德王國國王。其實比起公事更希望能多陪伴在家人身邊，而作為為政者的能力則是平凡。在公開勇者稱號繼任前夕遭受到洗腦的蘇蕾西亞攻擊而死。
蘇蕾西亞（聲：小倉唯）
通稱「蘇」。俊同父異母的妹妹，與他幾乎同時期出生。第2王女。幾乎可以與轉生者們匹敵的天才，即使是不熟悉她的人也一眼就能看出她有著戀兄情節。雖然身為正妃的母親要求她去看緊俊遠離朝政，而實際上她對於兄長的感情則是真心實意，對接近俊的女性都會散發敵意威嚇。
尤利烏斯·薩剛·亞納雷德（聲：榎木淳弥、森下由樹子（幼少期）；王辰驊（台灣））
俊跟蘇的兄長。亞納雷德王國第2王子，「勇者」。為人和善並有著犧牲奉獻的精神，可以說是理想中的勇者。少年時曾遭遇主角與魔王交戰的場合，見識到了即使是勇者也難以招架的壓倒性強大及恐怖。因為這件事而造成了心理創傷，看見蜘蛛便會反射性的將它們驅除。在人魔大戰中與第七軍團長布羅單挑後將其擊殺，但受到之後現身的第十軍團長“白”的腐蝕攻擊後死亡。此後勇者的稱號及愛用的圍巾便交到了俊手中。
薩利斯（聲：近藤隆）
第1王子。正妃之子，本會順理成章的繼承王位，因自覺資質平庸而對俊的活躍而抱有危機感。企圖與由古聯手害死父王後同時誣陷弟弟們讓自己確實登上王位。但由古背叛後將其洗腦，被變成只會呢喃著執著於王位話語的廢人，在將人質斬首時出現，而俊等人成功復活人質後便將他一人放置在現場。
列斯頓（聲：土岐隼一）
第3王子。隨心所欲的自由人。因為不想被捲入王位爭奪而刻意做出一些放蕩的行為。暗地與妖精有著聯繫，委託岡在勇者繼承產生風波時保護俊。
亞娜（聲：小坂井祐莉繪（日本）；薛晴（台灣））
勇者尤利烏斯搭檔的聖女。擅長光魔法與回復魔法、作為後衛支持著尤利烏斯一行人。人魔大戰中受到女王蜘蛛怪踩踏而死亡。
吉斯康（聲：沖野晃司）
勇者隊伍中的一員，前冒險者。在人魔大戰中與亞格納對戰身亡。
霍金（聲：石井隆之）
勇者隊伍中的一員，曾經是個劫富濟貧的義賊，外號「千把刀」，在調查人口買賣組織的過程中失手被逮而成為奴隸時被吉斯康收留。在人魔大戰中與亞格納對戰身亡。
克雷貝雅
俊的侍女。同時擔任劍術指導的工作。

#### 連克山杜帝國
羅南特·歐羅佐（Ronandt，聲：飛田展男）
以史上最年輕的年紀就任連克山杜首席帝國宮廷魔導士，也以那份實力為傲的老魔法師。討厭一些瑣碎的閒事只專注投入在魔法的修鍊中的「魔法笨蛋」。曾有著自己是世界最強魔法師的自負，但在鑑定主角時發現了「魔導的極致」，在人上有人的事實前感到無力後變得謙虛，開始潛心修練。做過數次怪異的舉動。對弟子們不厭其煩地說著這次經驗，提醒他們急著找死是最笨的事情。
轉移回大迷宮時遇上被主角野放的並列意識後擅自拜師修行。回到蓋倫領地後遇上了開始屠殺人類的並列意識及眷屬，混亂中見識到年幼勇者尤利烏斯的覺悟後想起自己追求魔導極致的初衷，思考著將守護人族的責任託付給他後便收他為徒。在人魔大戰中的前線討伐了一名軍團長。在俊一行人為救出亞納巴魯多公爵夫妻而前往王宮的途中時，讓他們見識到了實力的差距，對著自己徒弟之弟稍微應付後便撒手撤退了。
戰後回到帝國研究如何使用魔法。
歐蕾露·修塔特（Aurel Stadt）
被羅南特特雇來服侍自己的眼鏡少女兼2號弟子。貧困鄉下貴族的小女兒，有著應對羅南特亂來舉動並且毫不客氣的對他吐槽的膽識。能力及素質都相當優秀，因講話有著獨特奇怪的腔調而在找工作時四處碰壁，但本人沒有改正的意願。最後在走投無路時被羅南收留。在勇者尤利烏斯接受訓練時後被發現有著魔法的才能後也被收作徒弟，向著最高級別的魔法師成長。
戰後與羅南特繼續魔法實驗。
布利姆斯（聲：平川大輔（日本）；喬資淯（台灣））
連克山杜帝國的召喚士。擁有能夠使喚魔物的「調教」技能。收到了捕捉帝國發現的「迷宮的惡夢」的命令與羅南特及精銳部隊被派遣到艾爾羅大迷宮。與其交戰後的部隊全滅，自己也身負重傷。被背負了作戰失敗及後續的責任左遷到魔之山脈。為了能早日返回家鄉將目標放在特異哥布林(後來的拉斯)的技能｢武器鍊成｣，後來被取得憤怒的拉斯打敗，感嘆無奈後身亡。
他的女兒被暗示為可能是轉生者之一，在書籍版第七集中目次裡的背景中的調查明細裡唯一一名出身自連克山杜帝國的女孩子「手鞠川咲」。
迪巴·維科（Teeba Vicow）
連克山杜帝國帝國的騎士。討伐沙利艾拉國部隊的統帥。能在言語上克制羅南特的人。在幾次戰爭時支持著前任劍帝與羅南特等人而在軍中被稱作影之英雄，備受部下仰賴。在追查人口販賣組織時被波狄瑪斯殺害。
雷卡·邦恩·連克山杜
連克山杜帝國的前任皇帝，外號「劍帝」。在魔王死後退位並隱居至魔之山脈附近的小村莊，後為替村民們爭取撤離時間而獨自留下與失去理智的拉斯交戰，最後死於拉斯之手，死前受到拉斯的尊敬。

#### 其他
達斯汀六十一世（聲：松山鷹志）
神言教第五十七代教皇。有突然陷入沉默深度思考的習慣。持有在死亡的同時將記憶繼承到來世的支配者技能「節制」，以不管轉生幾次都不會動搖的理念君臨神言教持續著行動。
外表是市井間可見的慈祥老人。發誓守護人族，有著被愛麗兒跟波狄瑪斯都認同他是名「怪物」的瘋狂覺悟。對蘇菲亞與梅拉佐菲而言是害死他們家人與主人的仇人。在他判斷女神教會對人族的安寧造成阻礙時便利用宗教的影響力在幕後進行諜報引導，而結果就是讓沙利艾拉國以及她們故鄉的蓋倫領地被捲入戰火。
戰後回到教國，傷重逝世。
約翰・蓋倫（聲：岩崎諒太）
沙利艾拉國蓋倫領的伯爵，蘇菲亞之父。在人品及能力上都值得令人尊敬的人物，受到部下跟領民們的愛戴。「迷宮的惡夢」出現在領地時救助了妻子，對它無償地為領民進行治療的行動還有當作宗教神獸一般信奉的妻子感到頭痛。在歐茲國屢屢挑釁時，為了避免戰爭努力著。在歐茲國襲擊蓋倫領地時被波狄瑪斯趁亂殺害。
賽拉斯・蓋倫（聲：熊谷海麗）
沙利艾拉國蓋倫領的伯爵夫人，蘇菲亞之母。心性堅強的女性，虔誠的女神教信徒。把受到盜賊襲擊時救了自己的主角當作在傳說中跟在女神身旁的神獸。蓋倫領地滅亡之際將蘇菲亞託付給梅拉佐菲後與丈夫同被殺害。
巴斯卡（聲：斧篤）
戈耶夫的父親。幫冒險者或是以外的商人、旅人或是調查者帶路的「迷宮領路人」。曾幫過為了調查魔物大量產生(實際上是大遷移)而來的帝國領路，遭遇了「迷宮的惡夢」的第一批人。代替哥爾夫幫助俊一行人突破大迷宮抵達另一端的大陸。這時已是退休老人。雖然認同一行人的強大，但還是勸了俊別太逼緊自己。
戈耶夫（聲：近藤浩德）
迷宮領路人。幫為了調查變異蜘蛛怪的尤利烏斯隊伍帶路。最初俊一行人請求他幫忙，但在帝國(尤古)的勢力之下為了保護妻兒而拒絕。

### 魔族勢力
巴魯多·菲沙洛（聲：梅原裕一郎）
動員魔族的實際領導人。領公爵位，統治首都周邊。從上代魔王時就負責處理大量的政務。兼任第四軍團長，為了能專心處理內務，後將軍團長的位置交接給梅拉佐菲。理解魔王深不見底的壓倒性強實力，為了避免魔族出現無謂犧牲而只能遵從著魔王的命令。
戰後繼續領導魔族，致力於與人族和解與融合。
亞格納·萊瑟普（聲：桐本拓哉）
第一軍團長。治理與人族領相接的領地的「邊境伯」。實力與作風都有著魔王風範，也是軍事的中心人物的資深軍團長。秘密的與妖精有著互相聯繫的關係，企圖讓愛麗兒與妖精兩敗俱傷而被白使用分體察覺，後了解了只有遵從魔王這個選項才能讓魔族延續。在人魔大戰中負責進攻人族陣營最重要的據點「庫索利昂要塞」，戰況陷入膠著時魔王召喚出女王蜘蛛怪進行無差別攻擊使雙方受到毀滅性的傷害，亞格納也在此戰與勇者隊伍的戰鬥中身亡。
沙娜多莉（聲：大原沙耶香）
第二軍團長。有著魅魔族的血統的肉感美女。擅長使用計策。為了扳倒暴君的魔王愛麗兒而在背地裡與其他軍團長聯手，屢次作著無用功。人魔大戰時將巨口猿群引到人族陣地，而進攻目標的「歐昆要塞」則在自軍無損的情況下毀滅。
戰後繼續輔佐巴魯多，後與其結婚。
古豪（聲：藤井隼）
第三軍團長。說話結結巴巴的巨漢，頭腦與外表看起來相同不太靈光。不願見到有著犧牲的戰爭，因為軟弱的發言而被魔王威脅全軍性命。
於進攻迷宮之戰中身亡。
梅拉佐菲
第四軍團長。吸血鬼。
詳細參照「#主角篇」的「梅拉佐菲」條目。
達拉德（聲：橘龍丸）
第五軍團長。對魔王獻上忠誠的武人。外表被主角稱作是歌舞伎演員或是走錯片場的武士。
戰後就任總軍團長，輔佐著巴魯多夫婦。
修維
第六軍團長。外表看起來很年輕但有著與地位相符實力的魔法天才。在人魔大戰中與羅南特的部隊戰鬥中戰死。
布羅・菲沙洛（聲：木村昴）
第七軍團長。巴魯多之弟。書籍版中隸屬第四軍團，代理忙於政務的兄長統領軍團。在原第七軍團長政變後被賦予了接手第七軍團的職責。看起來與理性的兄長完全相反的粗獷的人物，但個性以及處理公務則非常認真。因為對施行恐怖政治的魔王屢屢表現反抗的態度而被推上管理反魔王派系的立場。在人魔大戰中與勇者尤利烏斯單挑中落敗戰死。
拉斯
第八軍團長。真面目是轉生成魔物的轉生者笹島京也。
詳細參照「#主角篇」的「拉斯」條目。
黑
第九軍團長。真面目是管理者之一的邱列迪斯提耶斯。
詳細參照「#龍族」的「邱列迪斯提耶斯」條目。
白
第十軍團長。有著白色的肌膚，身披著純白色長袍，一身純白的少女。對勇者尤利烏斯使用腐蝕攻擊殺害的兇手。有著與若葉姬色同樣外表的容貌。
詳細參照「#主角篇」的「我/白/白織」條目。

### 龍族
地龍亞拉巴
地龍中數一數二的強者。棲息在艾爾羅大迷宮下層到最下層。亞拉巴為其固有的名字。對主角來說是初次的真正恐懼與死亡的象徵，被認定為是必須超越打敗的對手。與其他地龍一樣有著認同並尊敬強者的價值觀，在與主角交戰後敗北時對主角露出含著認同及讚揚的眼神後毅然受死。擊破亞拉巴的幾天後主角自艾爾羅大迷宮逃出，與老媽正式開戰。
地龍加基亞（聲：松山鷹志）
地龍族長，古龍之一。奉命守護在艾爾羅大迷宮最下層深處，對主角寄予了或許能打開世界局面的期望而與魔王纏鬥。奮戰至死後與一起戰鬥的地龍群成為了主角的血肉。
風龍修邦
於書籍版中登場。有著翼龍外型的風龍。沙利艾拉與連克山杜帝國間的荒野地帶中的風竜 / 龍的首領。古龍之一。負責著淨化在舊文明時被炸彈污染的大地的任務。口氣跟個性都很輕浮的龍。有著從外表看不出來的龍的驕傲以及對除染任務的責任心。最古老的龍之一，速度能力超過了3萬、其餘能力值也超過1萬以上的強者。G戰艦墜落後生還，與部下的竜群接手進行解體要塞的新任務。
戰後時不時能看見其飛過天際的身影。
冰龍妮婭
於書籍版中登場。古龍之一。全身覆蓋著水晶一樣的鱗片，軀體呈現出優美的曲線的龍。在阻隔人族與魔族領域的天險「魔之山脈」居於頂點的存在。性別為女性，喜歡喝酒。跟修邦一樣態度有點不太正經但對主人抱持著不容置疑的忠義之心。在領地中遇到逐漸喪失理智的拉斯，收到了不能直接對轉生者出手的通告因此就將他放置在山裡。後來向借道而過的愛麗兒討酒喝卻反被威脅，交出了拉斯的情報跟停下風雪後拿到了情報費。當拉斯循著人類的氣息前往某地之時，被不能出手的主人命令前往阻止他。
戰後在北極懶散度日。
闇龍雷賽
於書籍版中登場。古龍之一。與人類同等大小，外表有著龍的頭、戴高禮帽、穿著西裝。人化後的姿態是無法判別性別的中性樣貌。在時間停止的空間中負責守護「魔王劍」的任務。後因該武器已經遺失而被邱列迪斯提耶斯解除任務後編入第九軍，回到外界。
戰後疑似混入了社會。
火龍連多
在老媽(女王蜘蛛怪)從上層返回下層的途中遭遇到的龍。率領著火竜軍團襲擊老媽，卻反被老媽的吐息噴得七葷八素，後因襲擊主角而被主角反殺。
地龍卡古納
防禦特化型的地龍，有如要塞般的防禦力及抵抗能力。再次見到牠的時候身邊都會多一頭地龍，因此被主角忌憚的不是防禦力而是發掘人才的經紀手腕，後被主角的平行意識以及它們所率領的蜘蛛軍團殺死。
地龍蓋雷
速度特化型的地龍，有著苗條的身形、前足有著如利刃般型態的爪子，後被主角的平行意識以及它們所率領的蜘蛛軍團殺死。
地龍菲特
平均型的地龍，在與主角的平行意識的戰鬥中負責輔助卡古納跟蓋雷，後被主角的平行意識以及它們所率領的蜘蛛軍團殺死。
地龍艾基沙
剛完成進化的地龍，被俊一行人打倒。

水龍葉娜
水龍長老，古龍之一。在世界任務幫助教皇一方。
進攻迷宮一役中與蘇菲亞纏鬥，後被拉斯使用憤怒斬殺。
火龍古炎、雷龍古克
火龍與雷龍長老。在世界任務幫助教皇一方。
進攻迷宮一役中雙雙戰死。

### 其他
莎麗兒（聲：井上喜久子）
異世界的女神，神言教與女神教的信仰對象。真實身分是天使，不斷告誡人們對於MA能源的使用必須控制，但無人聽進她的警告、持續濫用，直到面臨破滅的時刻到來。在悔恨之中，得知解救之道是犧牲一人的人們反過來向她求助，她不計前嫌自願犧牲，成為覆蓋星球超大型魔術「系統」的核心，安置於艾爾羅大迷宮最深處緊閉的大門之內，長年來由地龍及魔王手下最強大的蜘蛛怪在門外守護。大半的身體融入虛空之中，機械性地持續為整個世界發送著系統訊息。
D（聲：早見沙織（日本）；連思宇（台灣））
自稱世界上最惡的邪神的神祕女性。故事中以突然冒出的智慧型手機出聲。有著「死神」、「邪神」、「最終之神」各種別名，最高位階的其中一柱神，甚至連作品中所在的星球管理者邱列迪斯提耶斯都無法企及的存在。
本故事的始作俑者。由于被原来异世界的勇者和魔王合力狙击，导致其所在的高中教室被炸毁，為了負起最低的道義責任將教室內的师生靈魂保護後讓眾人轉生到異世界，并给予转生者们各种特別優惠技能，和技能「n%l=w」讓他們也能夠使用系統輔助。主角神化之際做為緊急措施將主角召喚到自己身邊。此時主角對看到D的臉這件事情抱有異常的恐懼感。
為了體驗青春高中女子生活而翹掉工作，化名若葉姬色混入高中，擁有戶籍。为了補足轉生者人數，避免被部下察覺她翹班，将教室內的寵物蜘蛛注入了若葉姬色的记忆来转生，但只能转生为异世界同等的蜘蛛。对于主角的强烈求生欲感到兴趣，多次干涉系统给予帮助，也多次透过移动电话来交谈。完成系統時對邱列迪斯提耶斯提出制約後基本上為放任狀態，但只要覺得可能會變得有趣，就會毫不猶豫出手干涉。
女僕（冥土）
穿著女僕服的神祕女性。即使是新晉神明的主角也能明白是不能違逆的存在。與D是同事，查覺到翹班的D暴露出的破綻後將她帶走。從她們的話中透漏出兩人分別是管理冥界跟地獄的神。

## 世界觀及設定
艾爾羅大迷宮
連接達斯特魯提亞大陸和卡薩納喀拉大陸的世界最大地下迷宮。
達斯特魯提亞大陸
存在著許多人族國家。
卡薩納喀拉大陸
世界最大的大陸。

## 出版書籍

### 小說
| 卷數 | KADOKAWA       | KADOKAWA                                                           | 台灣角川       | 台灣角川                                                                                      | 天闻角川     | 天闻角川               |
| 卷數 | 發售日期       | ISBN                                                               | 發售日期       | ISBN / EAN                                                                                    | 發售日期     | ISBN                   |
| ---- | -------------- | ------------------------------------------------------------------ | -------------- | --------------------------------------------------------------------------------------------- | ------------ | ---------------------- |
| 1    | 2015年12月10日 | ISBN 978-4-04-070829-4                                             | 2016年12月12日 | ISBN 978-986-473-383-5                                                                        | 2017年8月    | ISBN 978-7-106-04761-0 |
| 2    | 2016年3月10日  | ISBN 978-4-04-070849-2                                             | 2017年2月2日   | ISBN 978-986-473-493-1                                                                        | 2017年11月   | ISBN 978-7-106-04804-4 |
| 3    | 2016年7月9日   | ISBN 978-4-04-070942-0                                             | 2017年5月15日  | ISBN 978-986-473-678-2                                                                        | 2020年12月   | ISBN 978-7-5140-2040-3 |
| 4    | 2016年10月8日  | ISBN 978-4-04-072062-3                                             | 2017年8月10日  | ISBN 978-986-473-796-3                                                                        | 2021年8月5日 | ISBN 978-7-5140-2244-5 |
| 5    | 2017年2月10日  | ISBN 978-4-04-072186-6                                             | 2018年3月19日  | ISBN 978-957-564-077-4                                                                        |              |                        |
| 6    | 2017年6月9日   | ISBN 978-4-04-072325-9                                             | 2018年9月6日   | ISBN 978-957-564-420-8                                                                        |              |                        |
| 7    | 2017年10月10日 | ISBN 978-4-04-072482-9                                             | 2019年2月26日  | ISBN 978-957-564-750-6                                                                        |              |                        |
| 8    | 2018年3月10日  | ISBN 978-4-04-072483-6                                             | 2019年8月1日   | ISBN 978-957-743-147-9                                                                        |              |                        |
| 9    | 2018年7月10日  | ISBN 978-4-04-072792-9                                             | 2020年1月31日  | ISBN 978-957-743-510-1                                                                        |              |                        |
| 10   | 2019年1月10日  | ISBN 978-4-04-072794-3                                             | 2020年4月15日  | ISBN 978-957-743-685-6 EAN 4713510135761 （L size特裝版） EAN 4713510135754 （XL size特裝版） |              |                        |
| 11   | 2019年7月10日  | ISBN 978-4-04-072795-0                                             | 2020年8月5日   | ISBN 978-957-743-924-6                                                                        |              |                        |
| 12   | 2020年1月10日  | ISBN 978-4-04-073448-4                                             | 2021年1月20日  | ISBN 978-986-524-176-6                                                                        |              |                        |
| 13   | 2020年7月10日  | ISBN 978-4-04-073699-0                                             | 2021年4月8日   | ISBN 978-986-524-340-1                                                                        |              |                        |
| 14   | 2021年1月9日   | ISBN 978-4-04-073926-7 ISBN 978-4-04-073932-8 （附廣播劇CD特裝版） | 2021年12月20日 | ISBN 978-626-321-042-4                                                                        |              |                        |
| 15   | 2021年12月10日 | ISBN 978-4-04-074354-7 ISBN 978-4-04-074371-4 （附插畫特裝版）     | 2022年9月26日  | ISBN 978-626-321-778-2                                                                        |              |                        |
| 16   | 2022年1月8日   | ISBN 978-4-04-074356-1 ISBN 978-4-04-074372-1 （附短篇小說特裝版） | 2022年9月26日  | ISBN 978-626-321-779-9                                                                        |              |                        |

### 漫畫
| 卷數 | KADOKAWA       | KADOKAWA               | 台灣角川       | 台灣角川               | 天闻角川      | 天闻角川               |
| 卷數 | 發售日期       | ISBN                   | 發售日期       | ISBN                   | 發售日期      | ISBN                   |
| ---- | -------------- | ---------------------- | -------------- | ---------------------- | ------------- | ---------------------- |
| 1    | 2016年7月9日   | ISBN 978-4-04-104551-0 | 2018年2月12日  | ISBN 978-957-564-062-0 | 2021年4月20日 | ISBN 978-7-5140-2232-2 |
| 2    | 2016年12月3日  | ISBN 978-4-04-104885-6 | 2018年2月12日  | ISBN 978-957-564-063-7 | 2021年4月20日 | ISBN 978-7-5140-2232-2 |
| 3    | 2017年6月9日   | ISBN 978-4-04-105646-2 | 2018年5月14日  | ISBN 978-957-564-219-8 | 2021年9月20日 | ISBN 978-7-5140-2257-5 |
| 4    | 2017年12月29日 | ISBN 978-4-04-106395-8 | 2018年10月15日 | ISBN 978-957-564-504-5 | 2021年9月20日 | ISBN 978-7-5140-2257-5 |
| 5    | 2018年7月10日  | ISBN 978-4-04-107058-1 | 2019年5月31日  | ISBN 978-957-564-943-2 | 2022年4月5日  | ISBN 978-7-5140-2309-1 |
| 6    | 2019年1月10日  | ISBN 978-4-04-107061-1 | 2019年11月6日  | ISBN 978-957-743-366-4 | 2022年4月5日  | ISBN 978-7-5140-2309-1 |
| 7    | 2019年7月10日  | ISBN 978-4-04-107059-8 | 2020年6月22日  | ISBN 978-957-743-788-4 | 2022年6月20日 | ISBN 978-7-5140-2310-7 |
| 8    | 2020年3月3日   | ISBN 978-4-04-108936-1 | 2020年12月21日 | ISBN 978-986-524-114-8 | 2022年6月20日 | ISBN 978-7-5140-2310-7 |
| 9    | 2020年10月10日 | ISBN 978-4-04-109922-3 | 2021年4月26日  | ISBN 978-986-524-300-5 | 2022年8月预定 | ISBN 978-7-5140-2311-4 |
| 10   | 2021年4月10日  | ISBN 978-4-04-109923-0 | 2021年12月20日 | ISBN 978-626-321-020-2 | 2022年8月预定 | ISBN 978-7-5140-2311-4 |
| 11   | 2021年11月9日  | ISBN 978-4-04-112021-7 | 2022年5月26日  | ISBN 978-626-321-442-2 |               |                        |
| 12   | 2022年10月7日  | ISBN 978-4-04-112966-1 |                |                        |               |                        |
| 13   | 2023年7月10日  | ISBN 978-4-04-113909-7 |                |                        |               |                        |
| 14   | 2024年4月9日   | ISBN 978-4-04-114829-7 |                |                        |               |                        |
| 15   | 2025年3月10日  | ISBN 978-4-04-115941-5 |                |                        |               |                        |

轉生成蜘蛛又怎樣！ 蜘蛛子四姊妹的日常
衍生作品。
| 集數 | KADOKAWA       | KADOKAWA               |
| 集數 | 發售日期       | ISBN                   |
| ---- | -------------- | ---------------------- |
| 1    | 2020年3月3日   | ISBN 978-4-04-109230-9 |
| 2    | 2020年10月10日 | ISBN 978-4-04-109469-3 |
| 3    | 2021年1月9日   | ISBN 978-4-04-110921-2 |
| 4    | 2021年4月9日   | ISBN 978-4-04-110924-3 |
| 5    | 2021年11月9日  | ISBN 978-4-04-112016-3 |
| 6    | 2023年1月10日  | ISBN 978-4-04-113053-7 |

### 相關書籍
| 卷數 | KADOKAWA       | KADOKAWA               |
| 卷數 | 發售日期       | ISBN                   |
| ---- | -------------- | ---------------------- |
| Ex   | 2020年12月10日 | ISBN 978-4-04-073564-1 |
| Ex2  | 2023年2月10日  | ISBN 978-4-04-074852-8 |

## 電視動畫

### 製作
- 原作：馬場翁
- 原作插畫：輝龍司
- 導演：板垣伸
- 副導演：上田慎一郎
- 劇本統籌：馬場翁、百瀨祐一郎
- 人物設定：田中紀衣
- 美術指導：長岡慎治
- 色彩設計：日比智惠子
- 攝影指導：今泉秀樹
- 剪接：櫻井崇
- 音響指導：今泉雄一（日语：今泉雄一）、板垣伸
- 音樂：片山修志
- 動畫製作：Millepensee
- 製作：轉生成蜘蛛又怎樣！製作委員會

### 音樂
片頭曲
keep weaving your spider way（第1話－第12話）
作詞：，作曲：山崎真吾，編曲：
主唱：安月名莉子
Bursty Greedy Spider（第13話－第24話）
作詞、作曲：草野華余子，編曲：草野華余子、岸田
主唱：鈴木KONOMI
片尾曲
（第1話－第6話、第8話、第10話、第12話）
作詞：烏屋茶房，作、編曲：橘亮祐、
主唱：「我」（悠木碧）
（第13話、第15話、第17話－第23話）
作詞：hotaru，作、編曲：
主唱：「我」（悠木碧）
On My Own（第24話）
作詞：深川琴美，作曲：Lauren Kaori，編曲：家原正樹
主唱：「我」（悠木碧）
另有63首配樂，配樂作曲及編曲是片山修志，收錄於原聲音樂專輯。

### 各集標題
| 話數      | 日文標題 | 中文標題                  | 劇本       | 分鏡              | 演出                | 作畫監督                                                       | 總作畫監督        | 首播日期      | 改編自原作（蜘蛛篇） |
| --------- | -------- | ------------------------- | ---------- | ----------------- | ------------------- | -------------------------------------------------------------- | ----------------- | ------------- | -------------------- |
| thread 1  |          | 轉生，異世界？            | 百瀨祐一郎 | 板垣伸            | 田邊慎吾            | 吉田智裕                                                       | 不適用            | 2021年 1月8日 | 第一卷               |
| thread 2  |          | 我的家，著火了？          | 百瀨祐一郎 | 板垣伸            | 上田慎一郎          | 小堤悠香、櫻井祐哉                                             | 吉田智裕          | 1月15日       | 第一卷               |
| thread 3  |          | 地龍，很可怕？            | 廣田光毅   | 板垣伸            | 田邊慎吾            | 小堤悠香                                                       | 吉田智裕          | 1月22日       | 第一卷               |
| thread 4  |          | 猴子，很恐怖？            | 百瀨祐一郎 | 上田慎一郎 板垣伸 | 上田慎一郎          | 吉田智裕                                                       | 不適用            | 1月29日       | 第一卷               |
| thread 5  |          | 鯰魚，很好吃？            | 廣田光毅   | 板垣伸            | 田邊慎吾            | 吉田智裕                                                       | 不適用            | 2月5日        | 第二卷               |
| thread 6  |          | 勇者和，魔王？            | 百瀨祐一郎 | 板垣伸            | 上田慎一郎          | 奥田泰弘、小堤悠香 櫻井祐哉、高瀨言 Production Foch            | 吉田智裕          | 2月12日       | 第二卷               |
| thread 7  |          | 王子們，謳歌青春？        | 廣田光毅   | 板垣伸            | 田邊慎吾            | 小堤悠香、櫻井祐哉 板垣伸                                      | 吉田智裕          | 2月19日       | 第二卷               |
| thread 8  |          | 我，會死？                | 百瀨祐一郎 | 板垣伸            | 上田慎一郎          | 吉田智裕                                                       | 不適用            | 2月26日       | 第二卷 第三卷        |
| thread 9  |          | 我不會說，異世界語？      | 廣田光毅   | 板垣伸            | 田邊慎吾            | 吉田智裕、八田典子                                             | 不適用            | 3月5日        | 第三卷               |
| thread 10 |          | 這老頭，是誰？            | 廣田光毅   | 上田慎一郎 板垣伸 | 上田慎一郎          | 木村博美、八田典子 吉田智裕                                    | 不適用            | 3月12日       | 第三卷               |
| thread 11 |          | 下一次是，決戰？          | 百瀨祐一郎 | 田邊慎吾 板垣伸   | 田邊慎吾            | Kim Seok Young Lee Sang Jin                                    | 吉田智裕          | 3月19日       | 第三卷               |
| thread 12 |          | 我的戰鬥，正要開始？      | 百瀨祐一郎 | 板垣伸            | 上田慎一郎          | 吉田智裕                                                       | 不適用            | 3月26日       | 第三卷               |
| thread 13 |          | 好耶～是外頭～我自由…了？ | 百瀨祐一郎 | 板垣伸            | 田邊慎吾            | Hwang Mijeong Park Hyeran Lee Jeong gwon                       | 不適用            | 4月9日        | 第三卷 第四卷        |
| thread 14 |          | 你叛逆我自虐？            | 廣田光毅   | 板垣伸 小林大地   | 上田慎一郎 白石道太 | 八田典子、木村博美 吉田智裕、板垣伸                            | 不適用            | 4月16日       | 第四卷               |
| thread 15 |          | 母親跟棘手的蜘蛛人偶      | 百瀨祐一郎 | 板垣伸            | 田邊慎吾            | Seed                                                           | 吉田智裕          | 4月23日       | 第四卷               |
| thread 16 |          | 偷跑，成功？              | 廣田光毅   | 板垣伸            | 上田慎一郎          | Kim Seok Yung Lee Byung Seok Shin Min Seop 魏旭龙、谢鑫 金元会 | 吉田智裕          | 4月30日       | 第四卷               |
| thread 17 |          | 我在做什麼？              | 中西泰博   | 板垣伸            | 田邊慎吾            | 吉田智裕、升谷有希                                             | 不適用            | 5月7日        | 第四卷               |
| thread 18 |          | 大家，心機好重？          | 百瀨祐一郎 | 板垣伸            | 白石道太            | 木村博美、吉田智裕 八田典子                                    | 不適用            | 5月14日       | 第五卷               |
| thread 19 |          | 舉辦，同學會？            | 廣田光毅   | 板垣伸            | 田邊慎吾            | Kang Dong Ha Lee Seong Hee Jeon Jong Min                       | 吉田智裕          | 5月21日       | 第五卷               |
| thread 20 |          | 不是我的錯吧！            | 百瀨祐一郎 | 板垣伸            | 上田慎一郎          | 北條直明、杉本幸子 鵜池一馬、岩崎亮 川村敏江                   | 木村博美 吉田智裕 | 5月28日       | 第五卷               |
| thread 21 |          | 沒有我出場的份嗎？        | 中西泰博   | 板垣伸            | 田邊慎吾            | WEI XULONG                                                     | 吉田智裕          | 6月4日        | 第五卷               |
| thread 22 |          | 我，變成永恆？            | 廣田光毅   | 板垣伸            | 白石道太            | WEI XULONG                                                     | 吉田智裕          | 6月11日       | 第五卷               |
| thread 23 |          | 朋友 為什麼你會…？        | 廣田光毅   | 板垣伸            | 田邊慎吾            | 吉田智裕、八田典子                                             | 不適用            | 6月18日       | 第五卷               |
| thread 24 |          | 我現在還是蜘蛛又怎樣      | 百瀨祐一郎 | 板垣伸            | 上田慎一郎 板垣伸   | 吉田智裕、木村博美 八田典子                                    | 不適用            | 7月3日        | 第五卷               |

### 藍光&DVD
| 卷數 | 發售日期       | 收錄話數       | 規格編號  | 規格編號   |
| 卷數 | 發售日期       | 收錄話數       | 藍光版    | DVD版      |
| ---- | -------------- | -------------- | --------- | ---------- |
| 1    | 2021年4月28日  | 第1話－第6話   | KAXA-8061 | KABA-10961 |
| 2    | 2021年6月30日  | 第7話－第12話  | KAXA-8062 | KABA-10962 |
| 3    | 2021年8月25日  | 第13話－第18話 | KAXA-8063 | KABA-10963 |
| 4    | 2021年10月27日 | 第19話－第24話 | KAXA-8064 | KABA-10964 |

### 播放平台
日本國內
 日本深夜動畫：下文記載的日本国内播放時間使用日本標準時間（UTC+9）表示。因為部分時間标识會採用30小时制，因此請留意这类超过24:00的时间，其實際播放時間為翌日清晨。
| 播放日期             | 播放時間             | 播放電視台 | 播放地域 | 備註                |
| -------------------- | -------------------- | ---------- | -------- | ------------------- |
| 2021年1月8日－7月3日 | 星期五 21:30 - 22:00 | AT-X       | 日本全國 | CS廣播／有重播      |
|                      | 星期五 22:30 - 23:00 | TOKYO MX   | 東京都   |                     |
|                      | 星期五 23:00 - 23:30 | BS11       | 日本全國 | BS廣播 - ANIME+時段 |
|                      | 星期五 24:00 - 24:30 | KBS京都    | 京都府   |                     |
|                      |                      | SUN電視台  | 兵庫縣   |                     |
|                      | 星期五 27:05 - 27:35 | 愛知電視台 | 愛知縣   |                     |

## 註腳
1. ↑  Morrissy, Kim. . Anime News Network. 2018-04-13  [2018-07-06]. （原始内容存档于2018-07-07）.
2. ↑  .   [2018-07-10]. （原始内容存档于2020-10-28） （日语）.
3. ↑  . ln-news.com. 2021-09-06  [2021-09-09]. （原始内容存档于2021-09-09） （日语）.
4. 1 2 3 4 5 6 7 8 9 10 11 12 13 14  #轉生成蜘蛛又怎樣 #中文配音. 晶讚製作於Facebook. 2021-09-28 [2022-06-03] （繁體中文）.
5. ↑  . KADOKAWA. 2015年12月10日  [2017年7月20日]. （原始内容存档于2021年4月10日） （日语）.
6. ↑  . 台灣角川. 2016年12月12日  [2018年2月9日]. （原始内容存档于2018年2月10日）.
7. ↑  . KADOKAWA. 2016年3月10日  [2017年7月20日]. （原始内容存档于2021年4月10日） （日语）.
8. ↑  . 台灣角川. 2017年2月2日  [2018年2月9日]. （原始内容存档于2018年2月10日）.
9. ↑  . KADOKAWA. 2016年7月9日  [2017年7月20日]. （原始内容存档于2021年4月10日） （日语）.
10. ↑  . 台灣角川. 2017年5月15日  [2018年2月9日]. （原始内容存档于2018年2月10日）.
11. ↑  . KADOKAWA. 2016年10月8日  [2017年7月20日]. （原始内容存档于2021年4月10日） （日语）.
12. ↑  . 台灣角川. 2017年8月10日  [2018年2月9日]. （原始内容存档于2018年2月10日）.
13. ↑  . KADOKAWA. 2017年2月10日  [2017年7月20日]. （原始内容存档于2021年4月10日） （日语）.
14. ↑  . 台灣角川.   [2018-02-09]. （原始内容存档于2018-02-10）.
15. ↑  . KADOKAWA. 2017年6月9日  [2017年7月20日]. （原始内容存档于2021年4月10日） （日语）.
16. ↑  . 台灣角川.   [2018-08-11]. （原始内容存档于2018-08-11）.
17. ↑  . KADOKAWA. 2017年10月10日  [2018年1月4日]. （原始内容存档于2020年11月29日） （日语）.
18. ↑  . 台灣角川.   [2019-02-26]. （原始内容存档于2019-02-26）.
19. ↑  . KADOKAWA. 2018年3月10日  [2018年2月1日]. （原始内容存档于2021年3月7日） （日语）.
20. ↑  . 台灣角川.   [2019-07-20]. （原始内容存档于2019-07-20）.
21. ↑  . KADOKAWA. 2018年7月10日  [2018年12月3日]. （原始内容存档于2021年1月24日） （日语）.
22. ↑  . 台灣角川.   [2020-02-27]. （原始内容存档于2020-02-27）.
23. ↑  . KADOKAWA. 2019年1月10日  [2018年12月3日]. （原始内容存档于2021年3月11日） （日语）.
24. ↑  . 台灣角川.   [2020-04-19]. （原始内容存档于2021-01-17）.
25. ↑  . KADOKAWA. 2019年7月30日  [2019年7月30日]. （原始内容存档于2021年3月20日） （日语）.
26. ↑  . 台灣角川.   [2020-09-20]. （原始内容存档于2021-01-24）.
27. ↑  . KADOKAWA. 2019年12月2日  [2020年1月10日]. （原始内容存档于2021年2月28日） （日语）.
28. ↑  . 台灣角川.   [2020-12-24]. （原始内容存档于2021-02-02）.
29. ↑  . KADOKAWA. 2020年6月16日  [2020年6月16日]. （原始内容存档于2021年2月28日） （日语）.
30. ↑  . 台灣角川.[]
31. ↑  . KADOKAWA. 2020年11月20日  [2020年11月20日]. （原始内容存档于2021年3月29日） （日语）.
32. ↑  . KADOKAWA. 2020年10月10日  [2020年10月10日]. （原始内容存档于2020年10月16日） （日语）.
33. ↑  . 台灣角川.   [2022-03-13]. （原始内容存档于2022-03-13）.
34. ↑  . KADOKAWA. 2021年9月21日  [2021年9月21日]. （原始内容存档于2021年9月21日） （日语）.
35. ↑  . KADOKAWA. 2021年9月21日  [2021年9月21日]. （原始内容存档于2021年9月21日） （日语）.
36. ↑  . KADOKAWA. 2021年9月21日  [2021年9月21日]. （原始内容存档于2021年9月21日） （日语）.
37. ↑  . KADOKAWA. 2021年9月21日  [2021年9月21日]. （原始内容存档于2021年9月21日） （日语）.
38. ↑  . KADOKAWA. 2016年7月9日  [2017年7月20日]. （原始内容存档于2021年4月10日） （日语）.
39. ↑  . 台灣角川. 2019年7月30日  [2019年7月30日]. （原始内容存档于2019年7月30日）.
40. ↑  . 台灣角川. 2019年7月30日  [2019年7月30日]. （原始内容存档于2019年7月30日）.
41. ↑  . 台灣角川. 2016年12月3日  [2017年7月20日]. （原始内容存档于2021年4月10日）.
42. ↑  . KADOKAWA. 2017年6月9日  [2017年7月20日]. （原始内容存档于2021年1月25日） （日语）.
43. ↑  . 台灣角川. 2019年7月30日  [2019年7月30日]. （原始内容存档于2021年1月18日）.
44. ↑  . KADOKAWA. 2017年12月24日  [2018年1月4日]. （原始内容存档于2021年1月19日） （日语）.
45. ↑  . 台灣角川. 2019年7月30日  [2019年7月30日]. （原始内容存档于2021年1月15日）.
46. ↑  . KADOKAWA.   [2018-08-11]. （原始内容存档于2021-01-13） （日语）.
47. ↑  . 台灣角川. 2019年7月30日  [2019年7月30日]. （原始内容存档于2021年1月24日）.
48. ↑  . KADOKAWA.   [2019-07-30]. （原始内容存档于2021-01-21） （日语）.
49. ↑  . 台灣角川.   [2020年4月19日]. （原始内容存档于2021年1月27日）.
50. ↑  . KADOKAWA.   [2019-07-30]. （原始内容存档于2021-01-23） （日语）.
51. ↑  . 台灣角川.   [2020年6月23日]. （原始内容存档于2021年1月21日）.
52. ↑  . KADOKAWA.   [2020-04-19]. （原始内容存档于2021-01-25） （日语）.
53. ↑  . KADOKAWA.   [2020-11-20]. （原始内容存档于2021-01-23） （日语）.
54. ↑  . KADOKAWA.   [2020-03-03]. （原始内容存档于2021-02-26） （日语）.
55. ↑  . KADOKAWA.   [2020-10-20]. （原始内容存档于2021-02-26） （日语）.
56. ↑  . KADOKAWA.   [2020-11-20]. （原始内容存档于2021-01-16） （日语）.
57. ↑  . KADOKAWA. 2021年2月28日  [2021年2月28日]. （原始内容存档于2021年2月28日） （日语）.
58. ↑  . KADOKAWA.   [2025-03-10].
59. ↑  . 電視動畫《轉生成蜘蛛又怎樣！》官方網站.   [2021-01-10]. （原始内容存档于2020-11-20） （日语）.
60. ↑  . 電視動畫《轉生成蜘蛛又怎樣！》官方網站.   [2021-01-17]. （原始内容存档于2021-03-25） （日语）.
61. ↑  . 電視動畫《轉生成蜘蛛又怎樣！》官方網站.   [2020-11-20]. （原始内容存档于2020-11-20） （日语）.

## 外部連結
- 轉生成蜘蛛又怎樣！特設網站 （页面存档备份，存于） （日語）
- 轉生成蜘蛛又怎樣！—網絡閱覽頁 （页面存档备份，存于） （日語）
- 轉生成蜘蛛又怎樣！—漫畫網絡閱覽頁 （页面存档备份，存于） （日語）
- 電視動畫《轉生成蜘蛛又怎樣！》官方網站 （页面存档备份，存于） （日語）
- 電視動畫《轉生成蜘蛛又怎樣！》的X（前Twitter）（日語）